# Laphonza Butler
Laphonza Romanique Butler (Magnolia, 11 maggio 1979) è una politica statunitense. Esponente del Partito Democratico, è stata senatrice degli Stati Uniti per lo Stato della California dal 2023 al 2024.

## Biografia
Nata a Magnolia nel Mississippi, ha perso il padre all'età di 16 anni. Si è laureata alla Jackson State University
Ha iniziato a lavorare a Baltimora e Milwaukee come organizzatrice sindacale dei lavoratori della sanità. Nel 2009 si è trasferita in California, dove nel 2013 è stata eletta presidente del SEIU statale e si è impegnata per l'aumento del salario minimo e dei fondi per la sanità. 
Nel 2018 il governatore Brown l'ha nominata reggente dell'Università della California, incarico che ha mantenuto fino al 2021, quando è stata nominata presidente della EMILY's List, comitato di sostegno alle candidate favorevoli all'aborto.

### Senato degli Stati Uniti
Il 1º ottobre 2023 il governatore della California Gavin Newsom l'ha scelta per il seggio rimasto vacante il 29 settembre per la morte della senatrice Feinstein. Ha giurato come senatrice il 3 ottobre ed è la prima senatrice LGBT afroamericana. 
Nel corso del 2024 ha dichiarato di non volersi candidare per un mandato intero in occasione delle elezioni del novembre 2024, pertanto si è poi dimessa l'8 dicembre 2024 lasciando il posto al neoeletto Adam Schiff.